# Формотримачі для взуття

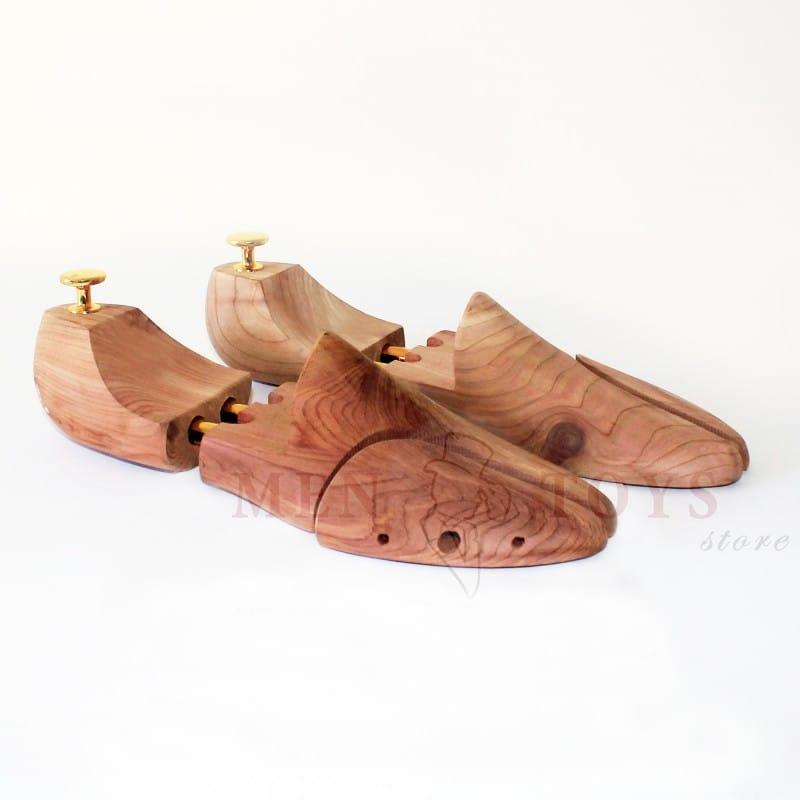
формотримачі для взуття з кедру

Формотримачі для взуття — це наближений до форми стопи пристрій, який поміщається всередину взуття щоб зберегти її первісну форму, зупинити появу складок і деформацій та збільшити термін експлуатації.

## Коли використовувати
Використовуйте формотримачі після кожного використання взуття, якщо це можливо. Залиште ваше взуття «подихати» протягом 20-30 хвилин після використання і помістіть всередину формотримачі не менше ніж на 24 години. Такий підхід допомагає отримати найкращий результат і мінімізувати ризик утворення небажаних дефектів.
Існують три основні види матеріалів з яких виготовляються формотримачі для взуття: дерево, пластмаси, поролон.

## Види формотримачів
Види формотримачів відрізняються між собою як за формою, так і за матеріалами та функціоналом.

### Дерев'яні формотримачі
Формотримачі з натурального дерева є найдорожчими і багатофункціональними. Крім першочергової задачі зберегти форму, дерево допомагає увібрати надлишкову вологу, яка накопичується в процесі експлуатації, а також позбутися від неприємних запахів, які неминуче переслідують будь-яке взуття. Формотримачі виготовлені з такого дерева, як кедр додадуть взуттю приємний і натуральний запах коштовного дерева. Особливо показані для взуття, яка носиться без шкарпеток, тому що ймовірність появи надлишкової вологи і запахів вкрай велика.

### Формотримачі з пласмаси
Пластмасові формотримачі, як правило, легше, дешевше і краще підходять для недорогого взуття. Допоможуть зберегти форму, але не поглинають вологу та запахи.

### Формотримачі з поролону
Займають мало місця тому добре підходять для подорожей і робочих відряджень. Як правило самий бюджетний вид. Як і пластикові моделі захистять взуття від деформації і не більше.